# Interstate 39
Interstate 39 (afgekort I-39) is een Interstate Highway in de Verenigde Staten. De snelweg begint in Normal (Illinois) en eindigt in Stevens Point (Wisconsin). 

## Lengte

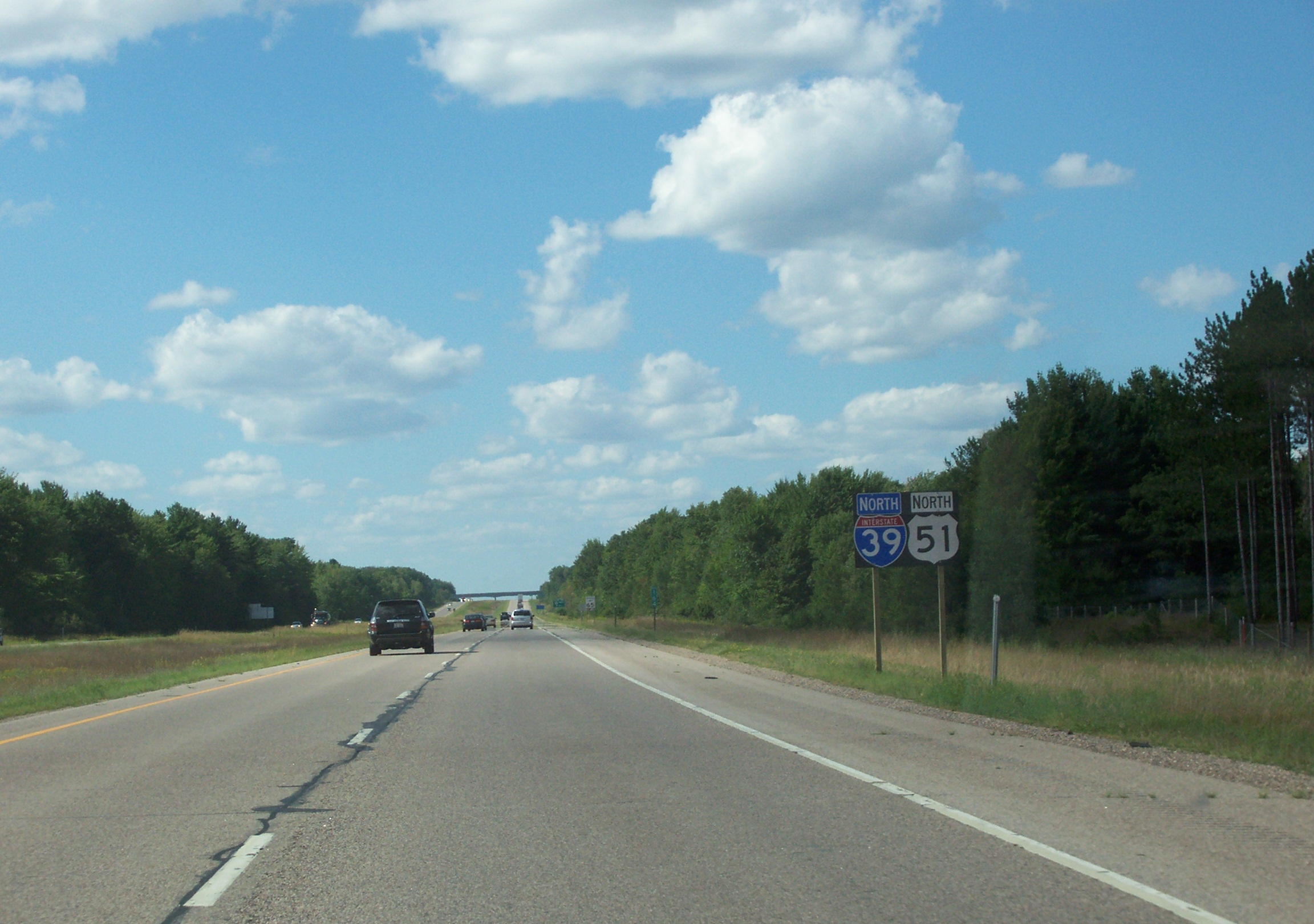
Interstate 39

| Staat     | km  | mijl |  |
|           |     |      |  |
| Illinois  | 227 | 142  |  |
| Wisconsin | 293 | 182  |  |
|           |     |      |  |
| Totaal    | 520 | 323  |  |

## Belangrijke steden aan de I-39
Bloomington - Normal -  Rockford - Janesville - Madison